# Goh Lueng Angen
Goh Lueng Angen är ett berg i Indonesien.   Det ligger i provinsen Aceh, i den västra delen av landet, 1 800 km nordväst om huvudstaden Jakarta. Toppen på Goh Lueng Angen är 476 meter över havet.
Terrängen runt Goh Lueng Angen är huvudsakligen kuperad, men söderut är den bergig. Terrängen runt Goh Lueng Angen sluttar norrut.Runt Goh Lueng Angen är det glesbefolkat, med 17 invånare per kvadratkilometer. I omgivningarna runt Goh Lueng Angen växer i huvudsak städsegrön lövskog.